# Tetsu Katayama
Tetsu Katayama (片山 哲?, Katayama Tetsu; Tanabe, 28 luglio 1887 – Fujisawa, 30 maggio 1978) è stato un politico giapponese, che ha ricoperto l'incarico di Primo ministro del Giappone dal 24 maggio 1947 al 10 marzo 1948.
Fu il quarto premier nipponico cristiano (protestante).